# Lijst van bruggen in Nijmegen
Dit is een lijst van bruggen in Nijmegen. Nijmegen, de grootste stad van de Nederlandse provincie Gelderland, ligt aan de Waal en het Maas-Waalkanaal en de bekendste bruggen gaan over die wateren, hoewel er ook diverse andere bruggen en viaducten te vinden zijn.
| Naam                           | Type                             | Over                                      | Bouwjaar | Afbeelding |
| ------------------------------ | -------------------------------- | ----------------------------------------- | -------- | ---------- |
| Waalbrug Nijmegen              | Auto-, fiets- en voetgangersbrug | Waal                                      | 1936     |            |
| Spoorbrug Nijmegen             | Spoorbrug                        | Waal                                      | 1879     |            |
| Snelbinder                     | Fiets- en voetgangersbrug        | Waal                                      | 2004     |            |
| De Oversteek                   | Auto-, fiets- en voetgangersbrug | Waal                                      | 2013     |            |
| De Lentloper                   | Auto-, fiets- en voetgangersbrug | Spiegelwaal                               | 2016     |            |
| Zaligebrug                     | Fiets- en voetgangersbrug        | Spiegelwaal                               | 2016     |            |
| Sluiscomplex Weurt             | Auto-, fiets- en voetgangersbrug | Maas-Waalkanaal                           | 1928     |            |
| Neerbosschebrug                | Auto-, fiets- en voetgangersbrug | Maas-Waalkanaal                           | 1982     |            |
| Graafsebrug                    | Auto-, fiets- en voetgangersbrug | Maas-Waalkanaal                           | 1974     |            |
| Spoorbrug Dukenburg            | Spoorbrug                        | Maas-Waalkanaal                           | 1977     |            |
| Zwanenstraatbrug               | Spoorbrug                        | Zwanenstraat                              | 1977     |            |
| Dukenburgsebrug                | Auto-, fiets- en voetgangersbrug | Maas-Waalkanaal                           | 1973     |            |
| Hatertsebrug                   | Auto-, fiets- en voetgangersbrug | Maas-Waalkanaal                           | 1973     |            |
| Viaduct Van Boetbergweg        | Auto-, fiets- en voetgangersbrug | Malvert                                   |          |            |
| De Ooypoort                    | Voetgangersbrug                  | 't Meertje                                | 2014     |            |
| 't Zeumplankje                 | Voetgangersbrug                  | 't Zeumke                                 | 2017     |            |
| Voerwegbrug                    | Voetgangersbrug                  | Voerweg                                   | 1886     |            |
| Hunnerparkbrug                 | Voetgangersbrug                  | Hunnerpark                                | 1883     |            |
| Nieuwe Hezelpoort              | Spoorbrug                        | Lange Hezelstraat/Voorstadslaan           | 1879     |            |
| 't Groentje                    | Fiets- en voetgangersbrug        | Graaf Alardsingel                         | 2013     |            |
| Irene Brigade Viaduct          | Autobrug                         | Van Rosenburgweg                          |          |            |
| Viaduct Wijchenseweg           | Autobrug                         | Wijchenseweg                              |          |            |
| Beverbrug                      | Voetgangersbrug                  | Water                                     | 2021     |            |
| 3D-brug Zwanenveld             | Voetgangersbrug                  | Water                                     | 2021     |            |
| Essenlaanbrug                  | Voetgangersbrug                  | Water                                     |          |            |
| Spoorbrug Streekpad            | Spoorbrug                        | Streekpad                                 | 1993     |            |
| Fietstunnel Weteringseweg      | Fietsbrug                        | Fietspad                                  |          |            |
| Theo Blankenaauwpadbrug        | Fiets- en voetgangersbrug        | Water                                     |          |            |
| Spoorbrug Brabantse Poort      | Spoorbrug                        | Fietspad, Busstation, Van Schuylenburgweg | 1993     |            |
| Spoorbrug Van Schuylenburgweg  | Spoorbrug                        | Van Schuylenburgweg                       | 1993     |            |
| Fietsbrug IJpenbroekweg        | Fiets- en voetgangersbrug        | Water                                     |          |            |
| Voetgangersbrug Broekstraat    | Voetgangersbrug                  | Water                                     |          |            |
| Voetgangersbrug Gildekamp      | Voetgangersbrug                  | Water                                     |          |            |
| Fietsbrug Gildekamp            | Fiets- en voetgangersbrug        | Water                                     |          |            |
| Bert Oosterboschpadbrug        | Fiets- en voetgangersbrug        | Water                                     |          |            |
| Frans Mahnpadbrug              | Fiets- en voetgangersbrug        | Water                                     |          |            |
| Takenhofpleinbrug              | Voetgangersbrug                  | Water                                     |          |            |
| Brug Takenhofplein 3           | Voetgangersbrug                  | Water                                     |          |            |
| Wijchensewegbrug               | Auto-, fiets- en voetgangersbrug | Water                                     |          |            |
| Meijhorstbrug                  | Voetgangersbrug                  | Water                                     | 2021     |            |
| Loopbruggetjes Marikenstraat   | Voetgangersbrug                  | Marikenstraat                             |          |            |
| Bruggetje Goffertpark          | Fiets- en voetgangersbrug        | Water                                     |          |            |
| RijnWaalPad Fietsbrug          | Fiets- en voetgangersbrug        | Lentse Plas                               |          |            |
| Otto C. Huismanstraatbrug      | Voetgangersbrug                  | Water                                     |          |            |
| Honingshoevebrug               | Voetgangersbrug                  | Water                                     |          |            |
| Rapsodiestraatbrug             | Voetgangersbrug                  | Water                                     |          |            |
| Tangostraatbrug                | Voetgangersbrug                  | Water                                     |          |            |
| Serenadestraatbrug             | Voetgangersbrug                  | Water                                     |          |            |
| Voetgangersbrug Haterteveldweg | Voetgangersbrug                  | Spoor                                     |          |            |
| Muntmeesterlaan                | Auto-, fiets- en voetgangersbrug | Spoor                                     |          |            |
| Neerboscheweg Spoorbrug        | Spoorbrug                        | Neerboscheweg                             |          |            |
| Oude Mulderspadbrug            | Fietsbrug                        | Neerboscheweg                             |          |            |
| Nieuwe Mulderspadbrug          | Fietsbrug                        | Neerboscheweg en Fietspad                 | 2014     |            |
| Voetgangersbrug Aldenhof       | Voetgangersbrug                  | Water                                     |          |            |
| Schapenbrug Staddijk           | Voetgangersbrug                  | Water                                     |          |            |
| Viaduct Staddijk               | Auto-, fiets- en voetgangersbrug | A73                                       |          |            |
| Viaduct Nieuwedukenburgseweg   | Auto,- fiets- en voetgangersbrug | Weezenhof Straat en Fietspad              |          |            |
| Voetgangersbrug Oostkanaaldijk | Fiets- en voetgangersbrug        | Water                                     |          |            |
| Loopbruggetjes Westerpark      | Voetgangersbrug                  | Greppel                                   |          |            |
| Loopbruggetje Waalhaven        | Voetgangersbrug                  | Waalhaven                                 |          |            |
| Loopplankje Kronenburgerpark   | Voetgangersbrug                  | Water                                     |          |            |
| Bruggetje Kronenburgerpark     | Fiets- en voetgangersbrug        | Water                                     |          |            |
| Loopbruggetje Molenveldlaan    | Voetgangersbrug                  | Molenveldlaan                             |          |            |
| Dijkgraaf van Wijckweg         | Auto-, fiets- en voetgangersbrug | 't Meertje                                |          |            |
| Ooysedijk                      | Auto-, fiets- en voetgangersbrug | 't Meertje                                |          |            |